# Thalwil (stacja kolejowa)
Thalwil (niem: Bahnhof Thalwil) – stacja kolejowa w Thalwil, w kantonie Zurych, w Szwajcarii. Jest obsługiwana przez dalekobieżne i regionalne w kierunku Zurychu, Lucerny i Gryzonii. Stanowi też część systemu S-Bahn w Zurychu.

## Historia
Stacja została otwarta przez Nordostbahn w związku z budową Linksufrige Zürichseebahn 20 września 1875. Podczas budowy linii kolejowej Thalwil-Arth-Goldau w 1897 stacja została rozbudowana.
Budynek dworca został przebudowany w 1963 roku według projektu Maxa Vogt. Podczas gdy na parterze jest siedzibą biur, na górze znajdują się dwie oficjalne apartamenty. Każdy apartament jest zbudowany w kształcie litery L i posiada prywatny taras na dachu. Tarasy dachowe zostały zbudowane z betonu w formie ochrony jako strefę buforową od hałasu ulicznego.
Stacja posiada jeden peron boczny i dwa perony wyspowe.

## Linie kolejowe
- Linksufrige Zürichseebahn
- Thalwil – Arth-Goldau